# Poney de Terre-Neuve
Pour les articles homonymes, voir Terre-Neuve (homonymie).
Le poney de Terre-Neuve est une race de poney originaire de l’Île de Terre-Neuve, au Canada. Anciennement utilisé comme bête de somme, il était considéré comme le poney à tout faire. Ce poney combine l'endurance, la force, l'intelligence, le courage, l'obéissance et la bonne volonté. 

## Histoire

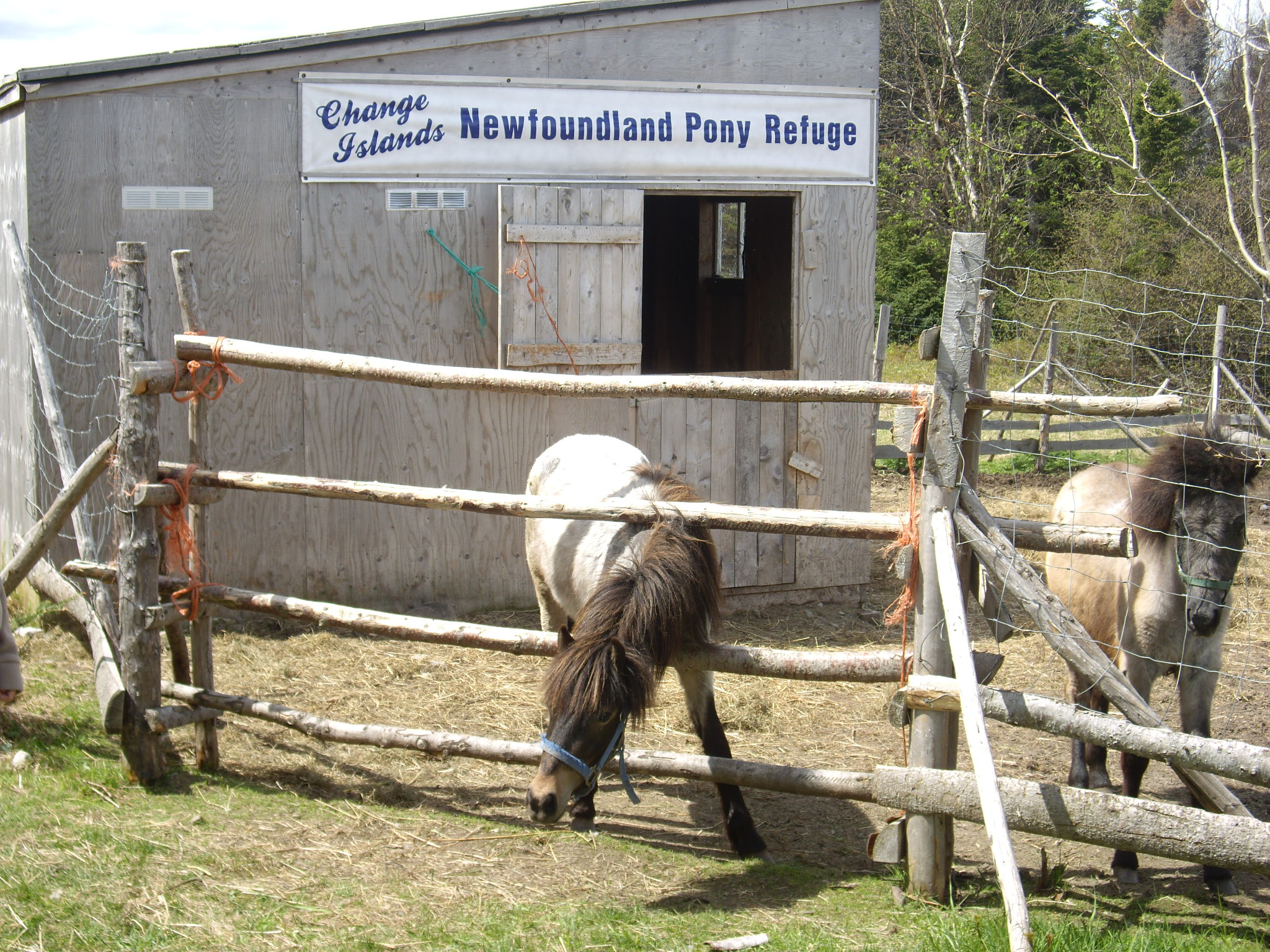
Poneys de Terre-neuve dans un refuge.

Les ancêtres de ce cheval arrivent à Terre-Neuve avec les britanniques. Ils sont issus de poneys Welsh, Galloway (maintenant éteint), et de New Forest, bien adaptés au même climat. En quelques siècles, les premiers poneys sont croisés (sans gestion humaine) et regroupés en un seul type, qui est maintenant reconnu comme étant le poney de Terre-Neuve.
Avec l'arrivée de la mécanisation, le poney de Terre-Neuve est devenu presque inutile, et sa population a chuté. Ces animaux sont notamment abattus pour leur viande, qui est préparée au Québec puis exportée vers la France. La Newfoundland Pony Society est fondée en novembre 1980 pour prévenir l'extinction de la race.

## Description

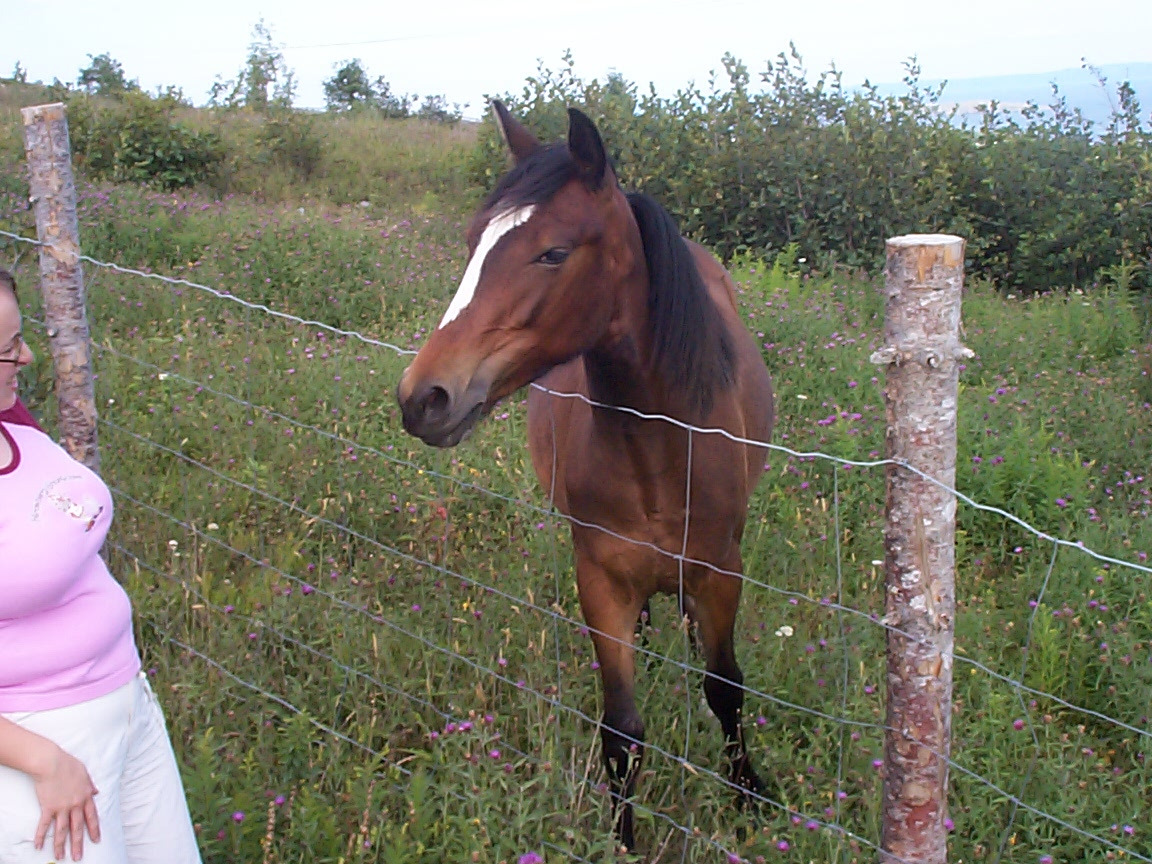
Poney de Terre-Neuve vu de face.

D'après Bonnie Lou Hendricks, ces poneys mesurent de 1,22  à   1,42 m. 
Ils sont caractérisés par une crinière noire et épaisse, et des bas de membres de la même couleur. Les sabots sont petits, durs, et la queue est attachée bas. Les robes fréquemment rencontrées sont le rouan, le gris, le noir et le bai.
Le Poney de Terre-Neuve a fait l'objet d'une étude visant à déterminer la présence de la mutation du gène DMRT3 à l'origine des allures supplémentaire : l'étude de 26 sujets a permis de détecter la présence de cette mutation chez 11,5 % d'entre eux, ainsi que de confirmer l’existence de chevaux avec des allures supplémentaires parmi la race.

## Utilisations
Par le passé, ce poney était utilisé pour le labour, les travaux des champs, le transport des filets de pêche, la collecte de foin et de bois et pour le transport.
Il est désormais reconverti en poney de loisir. Il peut être monté ou attelé. Il tracte des traîneaux durant l'hiver.

## Diffusion de l'élevage
La race compte en 2009 moins de 400 représentants, elle est donc considérée comme en danger critique d'extinction par Rare Breeds Canada. Equus Survival Trust classe le poney de Terre-Neuve comme étant « en danger critique » (entre 100 et 300 femelles aptes à se reproduire), d'après son évaluation de 2016.